# 塞海姆-尤根海姆
塞海姆-尤根海姆是德国黑森州的一个市镇。总面积28.00平方公里，总人口15855人，其中男性7648人，女性8207人（2011年12月31日），人口密度566人/平方公里。